# Paul von Werner

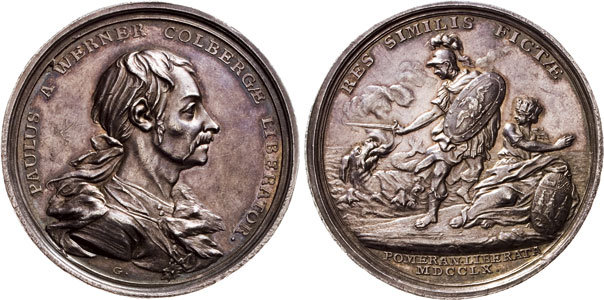
Gedenkmünze zum Entsatz von Kolberg am 18. September 1760

Johann Paul von Werner (* 11. Dezember 1707 in Raab; † 25. Januar 1785 auf Gut Bilschin im Landkreis Tost-Gleiwitz) war Chef des Husaren-Regiments Nr. 6 (braune Husaren) und Träger der Pour le Mérite.

## Leben
Seine Eltern waren der Obrist-Wachtmeister der Kaiserlichen Armee Johann Paul von Werner und dessen Frau Marie Katharina von Streit.
Er ging zunächst im Jahre 1723 in kaiserliche Dienste und wurde 1731 Cornet im Husaren-Regiment Nadasdy, 1733 wurde er Leutnant und 1734 Rittmeister. Während seiner Zeit bei der kaiserlichen Armee machte er bei acht Feldzügen gegen Spanien und acht Feldzüge gegen Frankreich mit, dazu sechs gegen die Türken und vier gegen Preußen.
In der Schlacht von Bitonto (25. Mai 1734) geriet er in Gefangenschaft. Er kämpfte ferner in der Schlacht von Banja Luka (1737), in der Schlacht von Kriczka (1739) und in der Schlacht bei Mollwitz (1741) als Teil der ungarischen Armee, ebenso wie in der Schlacht bei Chotusitz (1742).
Im zweiten Schlesischen Krieg kämpfte er in der Schlacht bei Soor (1745), in der Schlacht bei Roucoux 1746 und der Schlacht bei Lauffeldt (1747). Trotz mehrfach bewiesener Tapferkeit blieb er weiter Rittmeister. Bei den Kämpfen am Rhein bekam er eine Verletzung am Fuß, die einzigen während seines langen Soldatenlebens. Vermutlich während eines Kuraufenthalts in Karlsbad traf er den preußischen General Hans Karl von Winterfeldt, der ihn für die Preußen zu gewinnen suchte. So ging er 1750 in preußische Dienste, wo man den erfahrenen Soldaten gerne aufnahm.
So wurde er am 3. Dezember 1751 Oberstleutnant in Husaren-Regiment Nr. 6. Im Dezember 1752 übernahm er das Schwadron von Oberstleutnant Otto Ernst von Gersdorf. 1756 war er als Kommandeur des Regiments in der Armee des Feldmarschalls Kurt Christoph von Schwerin, der ihn wegen seiner Klugheit und Wachsamkeit sehr schätzte und ihm sehr vertraute. Sein erstes Unternehmen im Siebenjährigen Krieg war ein Vorstoß mit 300 Reitern von Glaz aus in den Rücken der österreichischen Armee unter Ottavio Piccolomini. Bei dem Einmarsch in Böhmen konnten er sich im Gefecht von Schmieritz (?) auszeichnen, und so den guten Rufe begründen den das Regiment im Siebenjährigen Krieg hatte. Im Februar 1757 wurde er Chef des Regiments. In der Schlacht  bei Prag war er Teil der Reserve des linken Flügels unter Hans Joachim von Zieten. In der finalen Attacke der Reserve bildete das Regiment von Werner die Spitze. In der Schlacht bei Kolin war er wieder auf dem linke Flügel zu finden. Nach der Schlacht wurde er in die Lausitz zur Armee des Herzogs August Wilhelm von Bevern geschickt. Hier konnte er im Gefecht von Klettendorf zwei Bataillone Kroaten schlagen. Am 22. November 1757 in der Schlacht bei Breslau war er unter Zieten wieder auf dem linken Flügel, dort kämpfte er im Bereich von Kleinburg.
In der Schlacht bei Leuthen konnte er die feindlichen Vorposten unter General von Nostitz – zwei sächsische und zwei österreichische Husaren-Regimenter – schlagen und zerstreuen. Im September 1758 wurde er außer der Reihe zum Generalmajor befördert und mit dem Pour le Mérite ausgezeichnet. Im Oktober belagerte der österreichische General Karl Marquis de Ville die Festung Neisse. Werner war Teil der Entsatztruppen und konnte er sich im Gefecht von Landskrone durchsetzen. Danach ging er nach Kosel, welches ebenfalls belagert wurde. Im Frühjahr 1759 konnte er den General de Ville komplett aus Schlesien vertreiben. Im August 1760 war er Teil er Entsatzarmee des Prinzen Heinrich für Dresden, auf dem Weg dorthin konnte er das Dragoner-Regiment Prinz Joseph vernichtend schlagen. Dafür bekam er von Friedrich II. die mit 2000 Talern dotierte stelle eines Domherren in Minden, die er mit Erlaubnis aber wieder verkaufte. Dazu erhielt er das Kommando über ein eigenes Corps. Diese wurde zum Entsatz der belagerten Festung Kolberg entsandt. Er marschierte am 5. September von Glogau nach Kolberg, welches er am 18. erreichte, noch am gleichen Tag griff er die überraschten Russen an, die panisch ihr Lager verließen und sich bis nach Polen zurückzogen. Für diesen doch etwas überraschenden Sieg wurde er Gedächtnismünze geprägt. Der General Werner bekam von König eine goldene und zwanzig silberne Münzen geschenkt. Des Weiteren ernannt ihn der König am 20. Februar 1761 zum Generalleutnant. Den Rest des Jahres 1760 kämpfte er gegen die Schweden. Am 3. September 1760 eroberte er beim Dorf Taschenberg (heute: Uckerland) eine schwedische Stellung. Er erbeutete 8 Kanonen und machte 600 Gefangene. 1761 kam er zur Armee des Prinzen Friedrich Eugen von Württemberg, welche wieder gelagerte Festung Kolberg entsetzen sollte, aber selbst kaum Vorräte hatte. im September 1761 ritt Werner den aus Polen kommenden Truppen Dubislaw von Platens entgegen. Am 12. September wurde er mit 2000 Mann von den Russen bei Treptow an der Rega gestellt. Nach schweren Verlusten wurde er von den Russen gefangen. Er wurde nach Königsberg gebracht, wo er bis Ende 1762 blieb. Als der Zar Peter III. die Macht übernahm, ließ er Werner wieder frei und versuchte ihn für die russische Armee zu gewinnen, was dieser aber ausschlug. Er ging stattdessen zur Armee des Königs nach Schlesien. Dort wurde er Kommandeur eines Corps das zunächst von Oberschlesien nach Mähren vordrang, dann aber zur Armee unter von Bevern nach Peterswalde in Niederschlesien ging. In der folgenden Schlacht bei Reichenbach mussten die Österreicher unter Leopold Joseph von Daun eine empfindliche Niederlage hinnehmen. Danach zog er sich nach Oberschlesien zurück. Nach dem Krieg wurde Werner Amtshauptmann von Naugarten.
Im Bayrischen Erbfolgekrieg kommandierte Werner eine Observationsarmee, die noch von Generalleutnant von Stutterheim verstärkt wurde. Bis zur Ankunft des Herzogs von Braunschweig teilten die beiden sich das Kommando. Das größte Gefecht war hier das Gefecht bei Teschen. Bei dem Dorf Glomnitz überfielen die Truppen unter von Werner, einen Vorposten unter General Christian Friedrich von Knebel. Der General konnte entkommen, aber 6 Offiziere, 380 Gemeine, 600 Pferde sowie das ganze Lager fielen den Preußen in die Hände.
Er starb am 25. Januar 1785 auf seinem Gut Bitschin, dass er 1783 gekauft hatte. Er wurde im Franziskaner Kloster in Gleiwitz begraben.
Sein Name wurde 1851 auf einer der Ehrentafeln am Reiterstandbild Friedrichs des Großen verewigt.

## Familie
Er war sein dem 29, August 1756 mit Maria Dorothea Apollonia von Schimonsky verheiratet. Ihr Vater war Ludwig Jaroslav von Schimonsky, Erbherr auf Prisowitz und Pojanow. Von den fünf Söhnen überlebte nur:
- August Albrecht Joseph Ludwig Karl (* 23. Januar 1763)